# Ammophila guichardi
Ammophila guichardi là một loài côn trùng cánh màng trong họ Sphecidae, thuộc chi Ammophila. Loài này được de Beaumont miêu tả khoa học đầu tiên năm 1956.